# Khaskarkado
Khaskarkado (nep. कारकाँदो) – gaun wikas samiti w zachodniej części Nepalu w strefie Bheri w dystrykcie Banke. Według nepalskiego spisu powszechnego z 2001 roku liczył on 1291 gospodarstw domowych i 6152 mieszkańców (2888 kobiet i 3264 mężczyzn).